# Ian McEwan
Ian Russell McEwan CBE (Aldershot, 21 de juny de 1948) és un novel·lista i guionista anglès. El 2008, el diari The Times el va incloure en la llista dels cinquanta escriptors britànics més importants des de 1945.
McEwan va començar escrivint novel·la gòtica curta. The Cement Garden (1978) i The Comfort of Strangers (1981) foren les seves primeres novel·les i li valgueren el malnom d'«Ian Macabre». Després de tres novel·les més, el 1997 publicà Enduring Love, que va ser portada al cinema amb el mateix títol. Va guanyar el Premi Booker amb la novel·la Amsterdam (1998). El 2001, va publicar Atonement, que també es va fer pel·lícula amb el mateix títol i va guanyar un Oscar. Després van seguir Saturday (2005), On Chesil Beach (2007), Solar (2010), Sweet Tooth (2012) i The Children Act (2014). El 2011 va guanyar el Premi Jerusalem per la seva defensa dels valors de la llibertat individual a la societat.

## Títols traduïts al català
- Entre els llençols (Quaderns Crema, 1987); títol original: In Between the Sheets (1978), narracions
- Gossos negres (Edicions 62, 1993); títol original: Black Dogs (1992), novel·la
- El somiador (Destino, 1995) - El somiatruites (Cruïlla, 2006); títol original: The Daydreamer (1994), novel·la per a infants
- El confort dels estranys (Destino, 1997); títol original: The Comfort of Strangers (1981), novel·la
- L'innocent (Destino, 1998); títol original: The Innocent (1990), novel·la
- Amor perdurable (Destino, 1998); títol original: Enduring Love (1997), novel·la
- Amsterdam (Empúries/Anagrama, 1999); títol original: Amsterdam (1998), novel·la
- Expiació (Anagrama, 2002); títol original: Atonement (2001), novel·la
- Dissabte (Anagrama, 2007); títol original: Saturday (2005), novel·la
- A la platja de Chesil (Anagrama, 2008); títol original: On Chesil Beach (2007), novel·la
- Solar (Anagrama, 2011); títol original: Solar (2010), novel·la
- Operació Caramel (Anagrama, 2013); títol original: Sweet Tooth (2012), novel·la
- La llei del menor (Anagrama, 2015); títol original: The Children Act (2014), novel·la[1]
- Closca de nou (Anagrama, 2017); Títol original: Nutshell (2016), novel·la
- Màquines com jo (Anagrama, 2019); títol original: Machines like me (2019), novel·la
- La panerola (Anagrama, 2020); títol original: The Cockroach (2019), novel·la[2]